# 1938 en musique classique
| \| • Retour à la chronologie générale de la musique classique • \| |
| Grèce • Rome • Haut Moyen Âge • VIIIe siècle • IXe siècle • Xe siècle • XIe siècle XIIe siècle • XIIIe siècle • XIVe siècle • XVe siècle • XVIe siècle • XVIIe siècle XVIIIe siècle • XIXe siècle • XXe siècle • XXIe siècle |
| • Retour à la chronologie générale de la musique classique • |

| Années en musique classique : 1935 - 1936 - 1937 - 1938 - 1939 - 1940 - 1941    |
| Décennies en musique classique : 1900 - 1910 - 1920 - 1930 - 1940 - 1950 - 1960 |

## Événements

### Créations
- 16 janvier : la Sonate pour deux pianos et percussion de Béla Bartók, créée à Bâle par le compositeur lui-même, sa femme, la pianiste Ditta Pásztory, et les percussionnistes Fritz Schiesser et Philipp Rühlig.
- 3 février : Esther de Carpentras, opéra-bouffe de Darius Milhaud, créé à l'Opéra-Comique à Paris sous la direction de Roger Désormière.
- 17 février : Litanies de Jehan Alain.
- 26 mars : la Symphonie no 3 (2e version) de Howard Hanson, créée par l'Orchestre symphonique de la NBC.
- 3 avril : la Messe en sol majeur de Francis Poulenc, créée à Paris par Les Chœurs de Lyon.
- 8 avril : la Symphonie no 1 de Walter Piston, créée par l'Orchestre symphonique de Boston dirigé par le compositeur.
- 12 mai : Jeanne d'Arc au bûcher (version pour orchestre) d'Arthur Honegger, créé à Bâle (version scénique créée en 1942).
- 28 mai : Mathis le peintre, opéra de Paul Hindemith, créé à Zurich au Stadttheater sous la direction de Robert Denzler.
- 30 mai : The Incredible Flutist, ballet de Walter Piston créé par le Boston Pops Orchestra.
- 14 juin : Symphonie d'hymnes de Charles Koechlin, créée salle Pleyel sous la direction de Roger Désormière.
- 20 juin : Le Diable boiteux, opéra de chambre de Jean Françaix, créé à Paris chez Winnaretta Singer.
- 22 juin : Karl V, opéra d'Ernst Křenek, créé à Prague.
- 20 juillet : Sonate pour hautbois et piano de Paul Hindemith, créée à Londres par le hautboïste Léon Goossens et la pianiste Harriet Cohen.
- 24 juillet : Jour de paix, opéra de Richard Strauss créé à Munich sous la direction de Clemens Krauss.
- 22 septembre : le Quatuor à cordes op. 28 d'Anton Webern, créé à Pittsfield (Massachusetts) par le Quatuor Kolish.
- 15 octobre : Daphné, opéra de Richard Strauss, créé à Dresde sous la direction de Karl Böhm.
- 5 novembre : Adagio pour cordes et First Essay for Orchestra de Samuel Barber, créés à New York par Arturo Toscanini avec l'orchestre symphonique de la NBC.
- 6 novembre : Sonate pour basson et piano de Paul Hindemith, créée à Zurich par le bassoniste Gustav Steidl et le pianiste Walter Frey.
- 15 décembre : le Concerto pour violon d'Ernest Bloch, créé à Cleveland par Joseph Szigeti, l'orchestre de Cleveland sous la direction de Dmitri Mitropoulos.
- 30 décembre : Roméo et Juliette, ballet de Sergueï Prokofiev, créé à Brno.

### Autres
- août : Création du Festival de Lucerne par Arturo Toscanini.

## Prix
- Emil Guilels remporte le premier prix de piano du Concours musical international Reine-Élisabeth-de-Belgique.

## Naissances

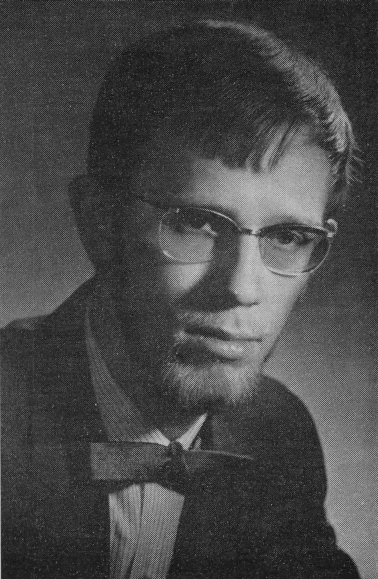
Paavo Heininen

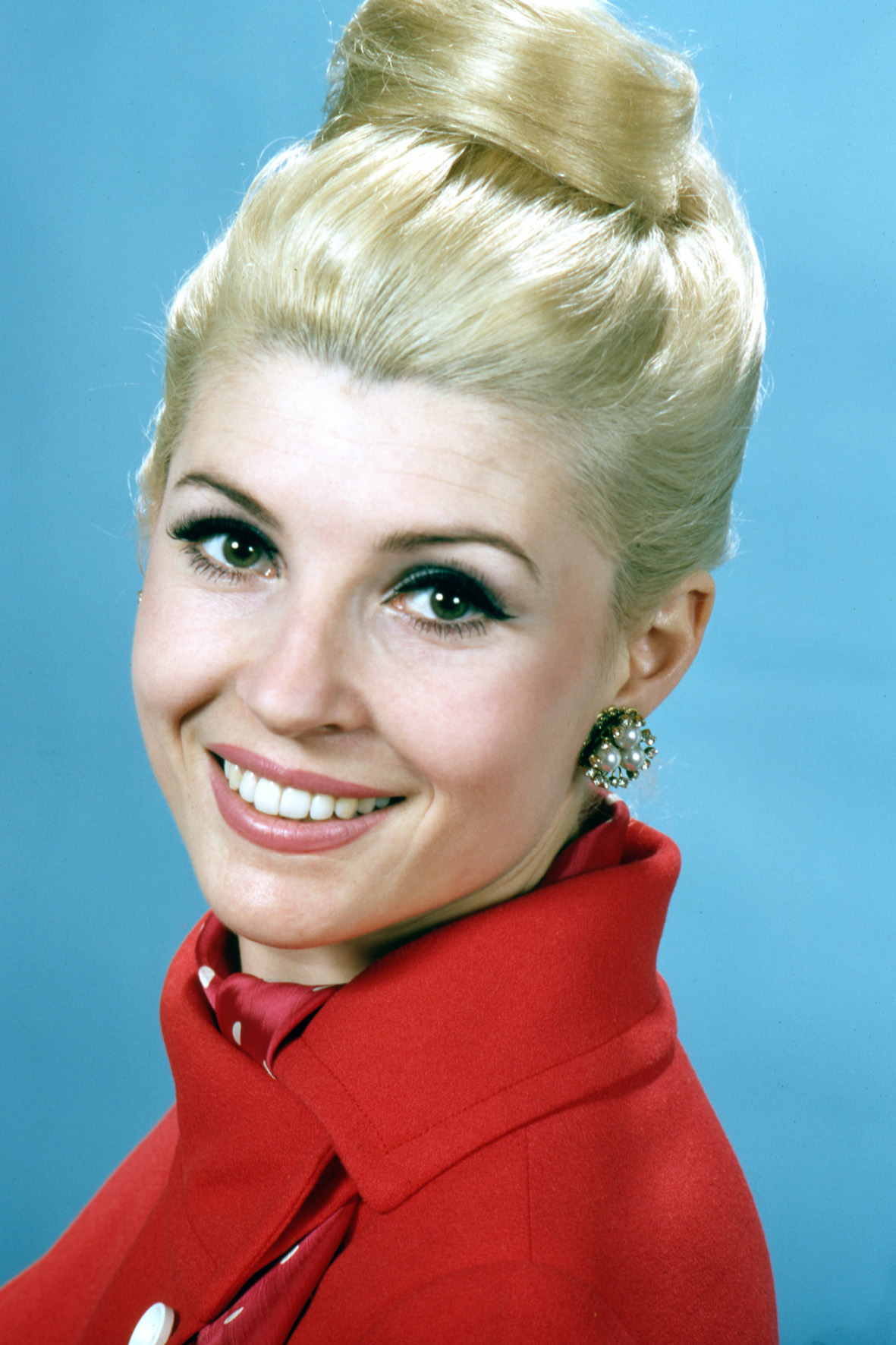
Éliane Varon

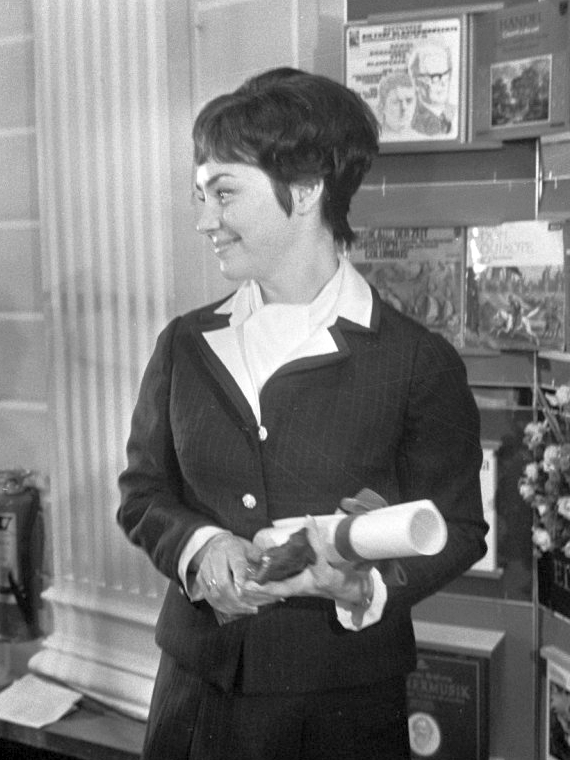
Edith Mathis

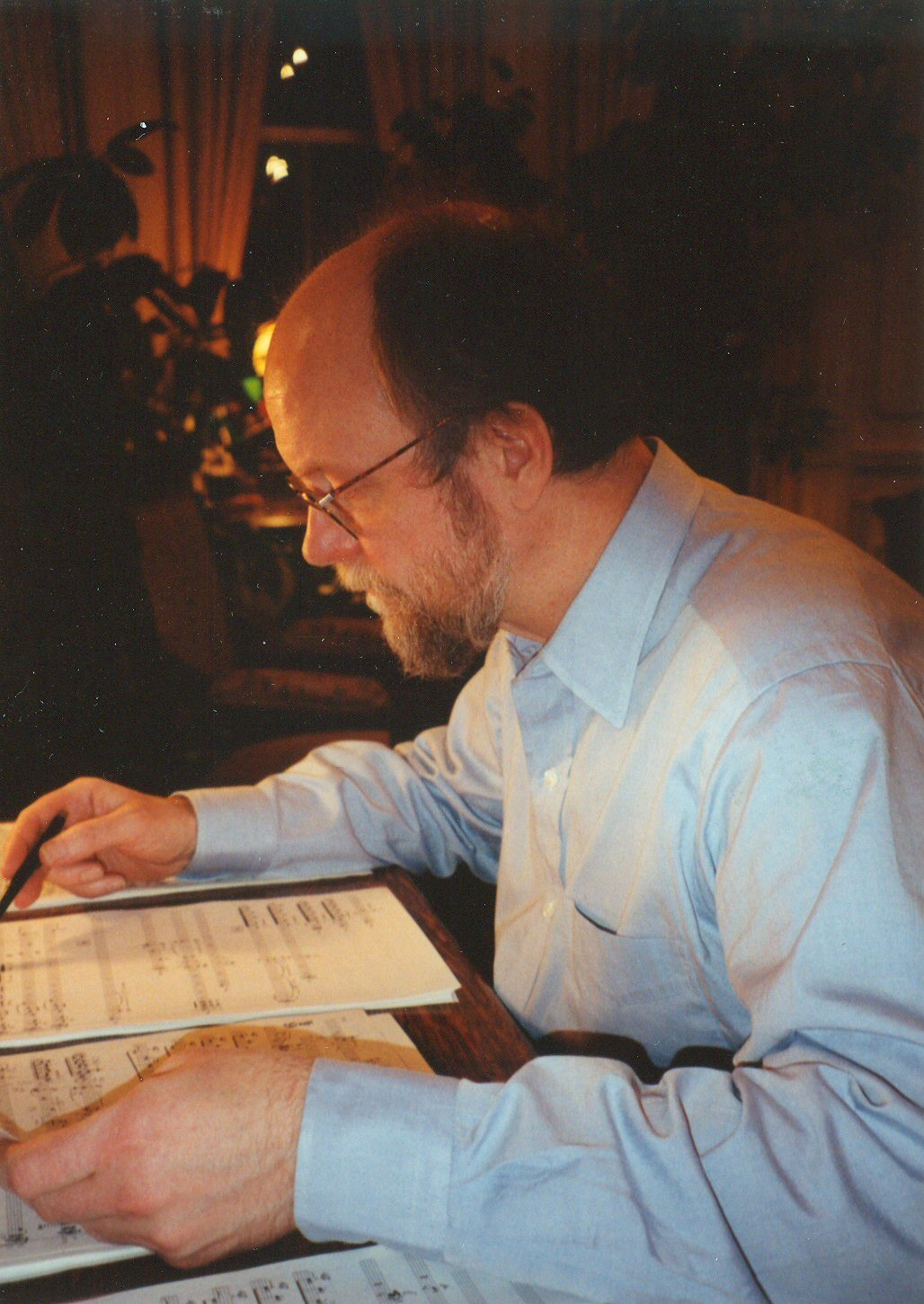
Charles Wuorinen

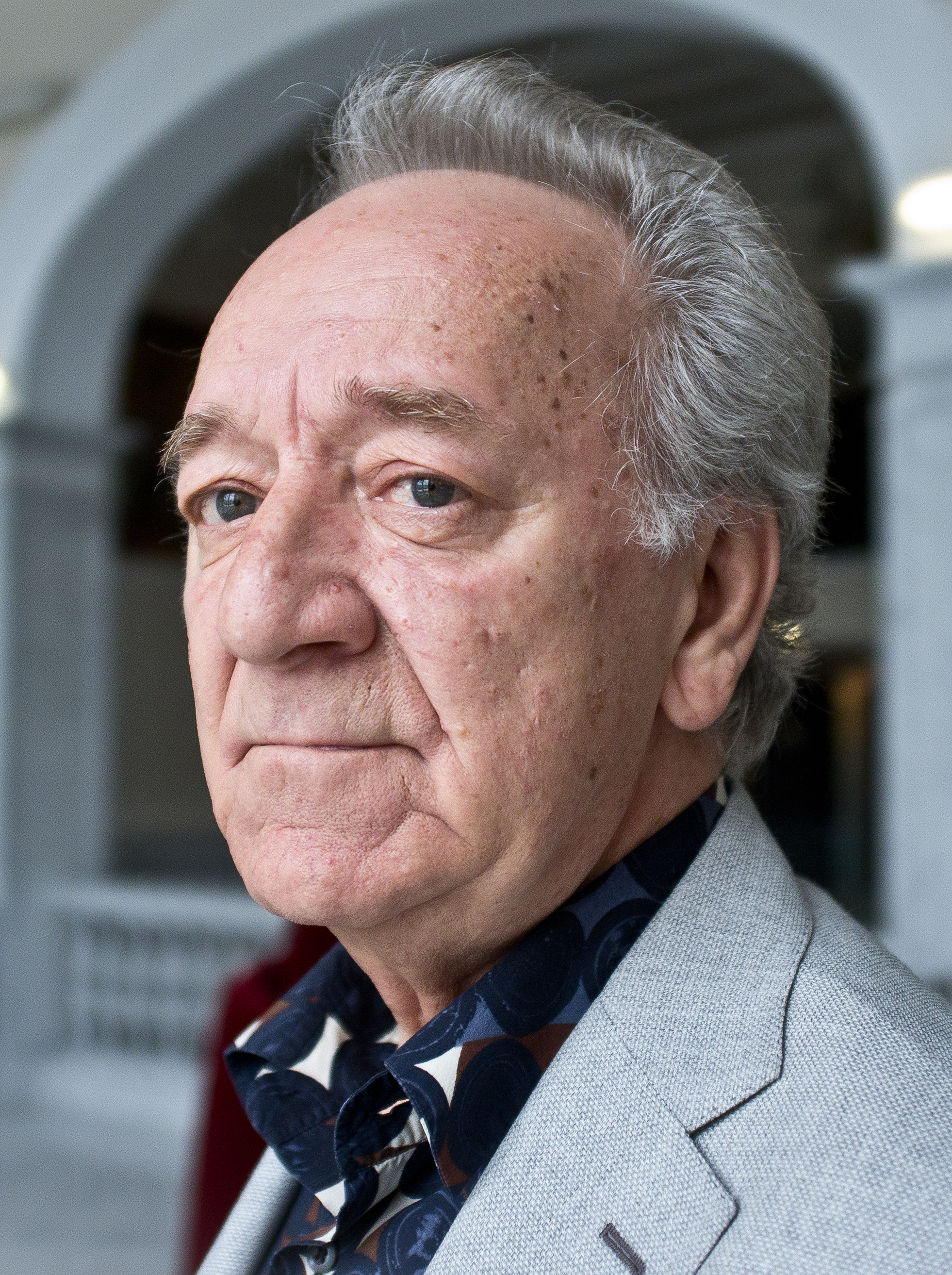
Iouri Temirkanov

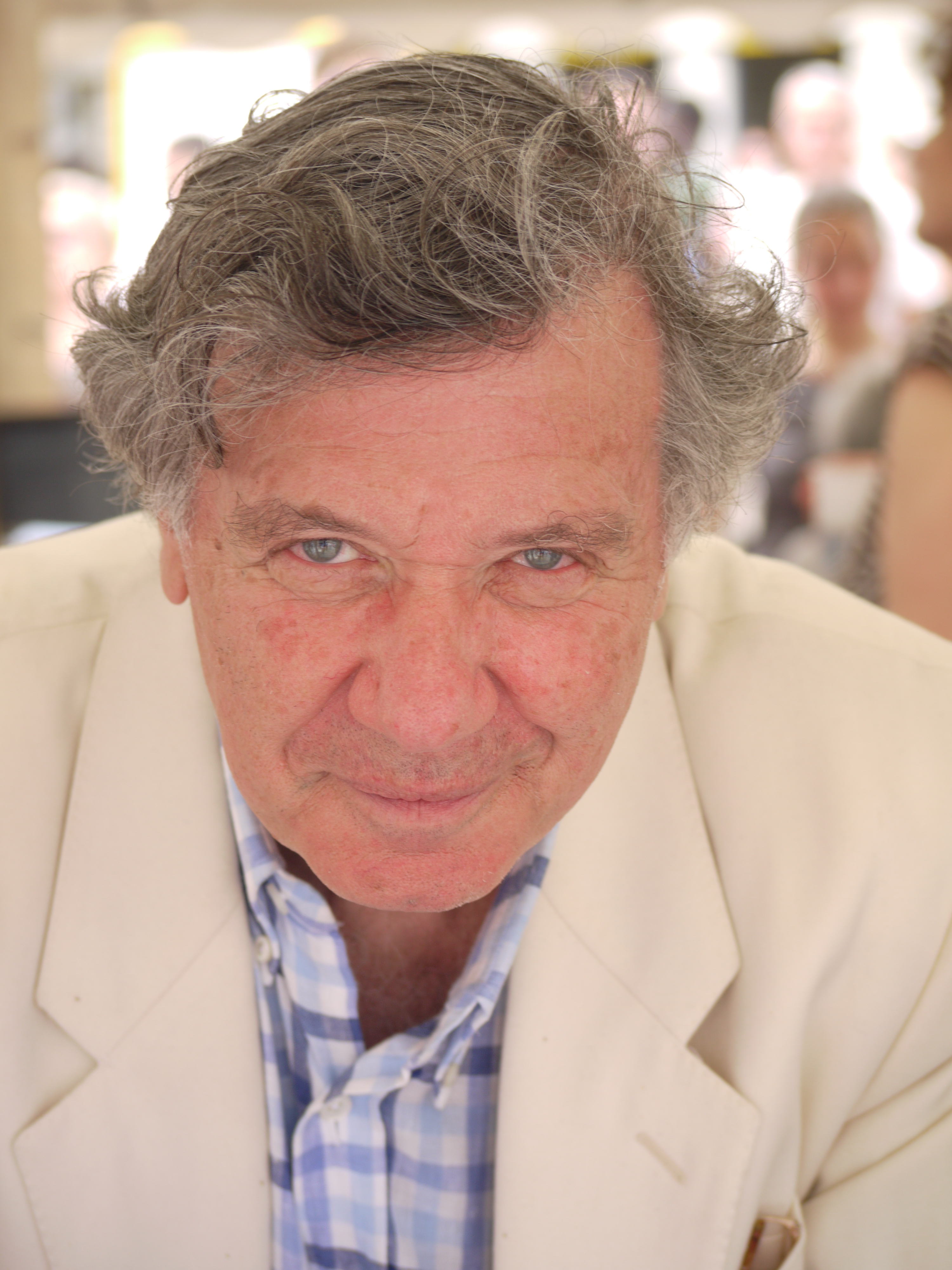
Igal Shamir

- 1er janvier : Ahmed Essyad, compositeur marocain.
- 6 janvier : Walter Boeykens, clarinettiste et chef d'orchestre belge († 23 avril 2013).
- 8 janvier : Ievgueni Nesterenko, artiste lyrique basse russe († 20 mars 2021).
- 13 janvier : Paavo Heininen, compositeur finlandais († 18 janvier 2022).
- 17 janvier : Éliane Varon, soprano française.
- 1er février : Igor Kuljerić, compositeur et chef d'orchestre croate († 20 avril 2006).
- 8 février : Marco Bakker, chanteur d'opéra et présentateur de radio néerlandais.
- 9 février : Dianne Goolkasian Rahbee, compositrice américaine.
- 11 février : Edith Mathis, soprano suisse († 9 février 2025).
- 16 février : John Corigliano, compositeur américain.
- 18 février : Dominique Merlet, pianiste, organiste et pédagogue français.
- 28 février : Stefan Turchak, chef d'orchestre ukrainien († 23 octobre 1988).
- 4 mars : Werner Jacob, organiste et compositeur allemand († 23 mai 2006).
- 13 mars : Jean-Claude Risset, compositeur français († 21 novembre 2016).
- 14 mars : Takehisa Kosugi, compositeur et violoniste japonais († 12 octobre 2018).
- 10 avril : Éliane Lublin, soprano française († 1er mai 2017).
- 11 avril : Kurt Moll, basse allemande († 5 mars 2017).
- 13 avril : Frederic Rzewski, compositeur et pianiste américain († 26 juin 2021).
- 20 avril : Olivier Cambon, compositeur français.
- 29 avril : Kenneth Riegel, ténor américain († 28 juin 2023).
- 10 mai : Maxime Chostakovitch, pianiste et chef d'orchestre russe.
- 25 mai : Franco Bonisolli, ténor italien († 30 octobre 2003).
- 26 mai :
  - William Bolcom, compositeur américain.
  - Giorgio Pestelli, musicologue italien.
  - Teresa Stratas, soprano canadienne.
- 27 mai : Elizabeth Harwood, soprano britannique († 22 juin 1990).
- 31 mai : Jean-Michel Vaccaro, musicologue français († 21 octobre 1998).
- 9 juin : 
  - Lorenzo Saccomani, baryton italien († 3 mai 2023).
  - Charles Wuorinen, compositeur américain.
- 10 juin Ricardo Requejo, pianiste et enseignant espagnol († 12 novembre 2018).
- 12 juin : Ian Partridge, ténor lyrique anglais.
- 13 juin : Gwynne Howell, chanteur lyrique gallois.
- 15 juin : Jean-Claude Éloy, compositeur français.
- 1er juillet : Sheldon Morgenstern, chef d'orchestre américain († 17 décembre 2007).
- 9 juillet : Giorgio Lamberti, ténor lyrique italien.
- 11 juillet : Francis Bayer, compositeur et musicologue français († 2 janvier 2004).
- 13 juillet : Myroslav Skoryk, compositeur ukrainien († 1er juin 2020).
- 20 juillet : Gábor Lehotka, organiste hongrois († 29 décembre 2009).
- 21 juillet : Anton Kuerti, pianiste de concert, compositeur, professeur, organisateur de concerts, directeur artistique et militant social canadien.
- 1er août : Bruno Laplante, chanteur d'opéra, producteur, directeur artistique et éditeur d'œuvres musicales.
- 4 août : Simon Preston, organiste, claveciniste et chef de chœur britannique († 13 mai 2022).
- 8 août : Jacques Hétu, compositeur québécois († 9 février 2010).
- 9 août : Micheline Coulombe Saint-Marcoux, compositrice de musique électroacoustique († 2 février 1985).
- 12 août :
  - Gérard Poulet, violoniste classique français ;
  - Huguette Tourangeau, mezzo-soprano canadienne († 21 avril 2018).
- 13 août : Oscar Ghiglia, guitariste italien († 3 mars 2024).
- 15 août : Thomas Stacy, hautboïste et spécialiste du cor anglais américain († 30 avril 2023).
- 31 août : Wieland Kuijken, gambiste et chef d'orchestre belge.
- 2 septembre : Christian Ivaldi, pianiste français.
- 4 septembre : Michel Rateau, compositeur français († 16 octobre 2020).
- 5 septembre : Piotr Lachert, compositeur et pianiste belge († 18 septembre 2018).
- 6 septembre : Joan Tower, compositrice, pianiste et chef d'orchestre américaine.
- 8 septembre : Reinbert de Leeuw, pianiste et chef d'orchestre néerlandais († 14 février 2020).
- 9 septembre : Henri-Claude Fantapié, chef d’orchestre, pédagogue, compositeur et musicologue français.
- 12 septembre : Tatiana Troyanos, mezzo-soprano américaine († 21 août 1993).
- 16 septembre : 
  - Irène Jaumillot, professeur de chant et cantatrice († 7 octobre 1994).
  - Taru Valjakka, chanteuse d'opéra soprano et musicologue finlandaise.
- 19 septembre : Zygmunt Krauze, compositeur et pianiste polonais.
- 20 septembre : 
  - Ernst Hilmar, bibliothécaire, éditeur et musicologue autrichien.
  - Jane Manning, soprano britannique († 31 mars 2021).
- 21 septembre :
  - Atli Heimir Sveinsson, compositeur islandais.
  - Yūji Takahashi, compositeur, interprète et pianiste japonais.
- 25 septembre : Hubert Meister, organiste et musicologue allemand († 15 novembre 2010).
- 30 septembre : Alan Hacker, clarinettiste et chef d'orchestre britannique († 16 avril 2012).
- 10 octobre : Gloria Coates, compositrice américaine.
- 23 octobre : Isabelle Aboulker, compositrice française.
- 21 octobre : André Gorog, pianiste français.
- 27 octobre : Edda Moser, soprano allemande.
- 7 novembre : Egon Voss, musicologue allemand.
- 8 novembre : Richard Stoker, compositeur britannique.
- 24 novembre : Willy Claes, homme politique, musicien et chef d'orchestre belge.
- 3 décembre : José Serebrier, chef d'orchestre et compositeur uruguayen.
- 4 décembre : Yvonne Minton, mezzo-soprano australienne.
- 10 décembre : Iouri Temirkanov, chef d'orchestre russe d'origine tcherkesse († 2 novembre 2023).
- 24 décembre : Mesías Maiguashca, compositeur équatorien.
- 25 décembre : Alain Marion, flûtiste français († 16 août 1998).
- 26 décembre : Adriana Maliponte, soprano italienne.
- 29 décembre : Bart Berman, pianiste et compositeur néerlandais-israélien.

Date indéterminée
- Alain Abbott, compositeur français.
- Michèle Le Bris, soprano française († 3 août 2018).
- José Eduardo Martins, pianiste et professeur de musique brésilien.
- Kin’ya Matsuura, compositeur japonais.
- Georges Rabol, pianiste et compositeur français († 21 juillet 2006).
- Ernst Schütz, chanteur autrichien († 22 décembre 2020).
- Igal Shamir, violoniste d'origine russo-polonaise.
- Jan Vriend, pianiste, chef d'orchestre et compositeur néerlandais.

## Décès

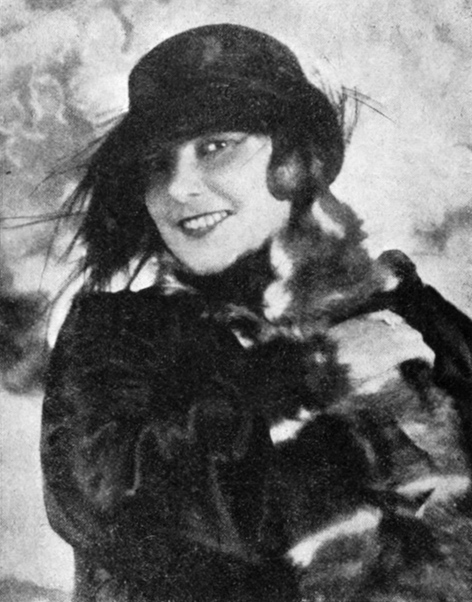
Julie Reisserová

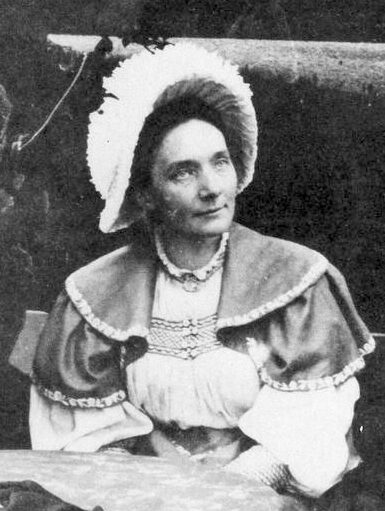
Eugenie Schumann

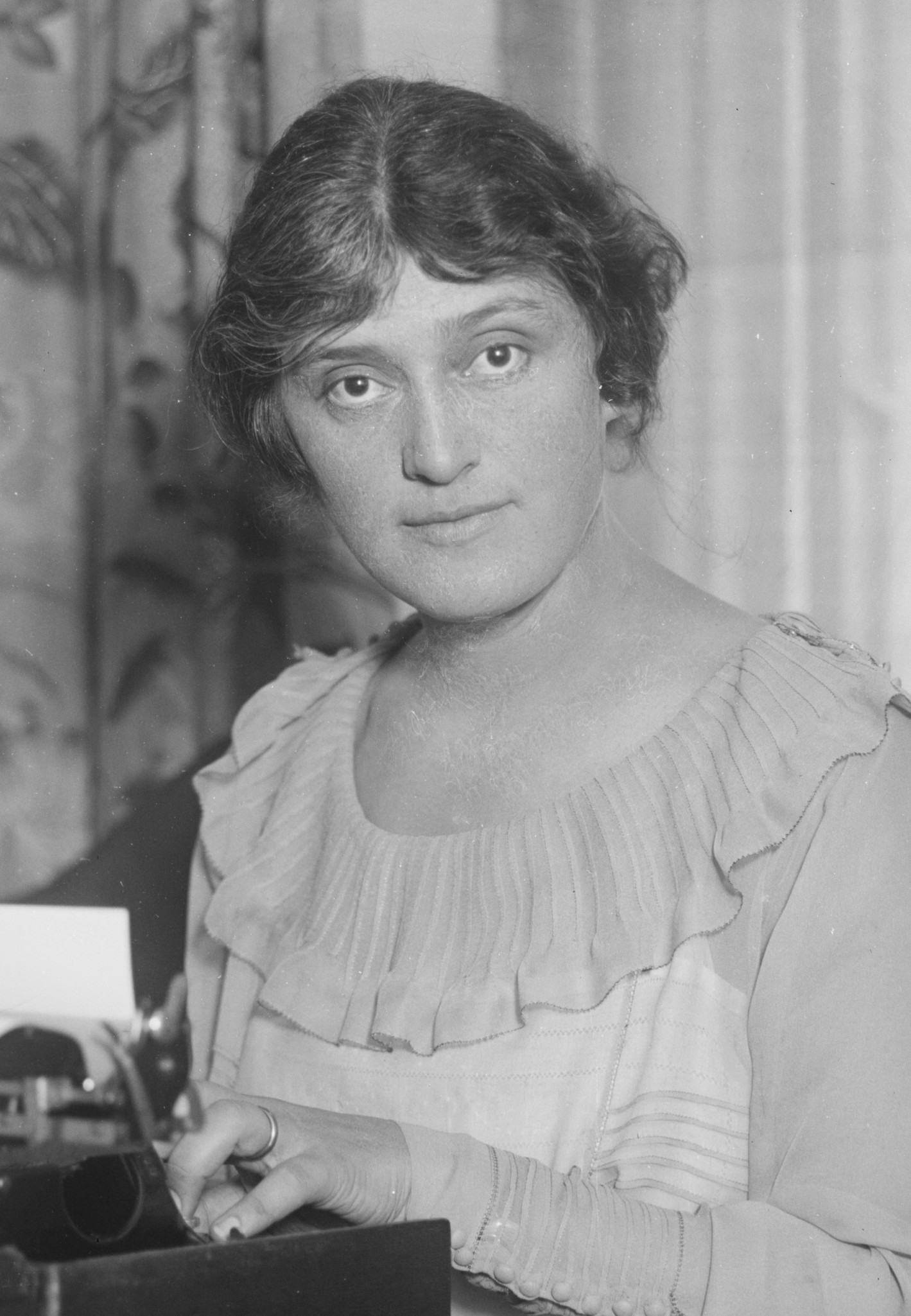
Alma Gluck

- 3 janvier : Arturo Berutti, compositeur argentin (° 27 mars 1862).
- 18 janvier : Alexandre Georges, organiste et compositeur français (° 25 février 1850).
- 21 janvier : Mary Wurm, pianiste et compositrice britannique (° 1er mai 1860).
- 12 février : Rafael Calleja Gómez, compositeur espagnol de zarzuelas (° 21 octobre 1870).
- 21 février : Albert Huybrechts, musicien et compositeur belge (° 12 février 1899).
- 22 février : Miguel Llobet, compositeur et guitariste espagnol (° 18 octobre 1878).
- 25 février : 
  - Růžena Maturová, soprano tchèque (° 2 septembre 1869).
  - Julie Reisserová, poète, chef d'orchestre, compositrice et critique musicale tchèque (° 9 octobre 1888).
- 26 février : Émile Scaremberg, ténor français (° 26 avril 1863).
- 8 mars : Gaston Bélier, organiste et compositeur français (° 3 avril 1863).
- 18 mars : Cyril Rootham, compositeur, organiste, éducateur et chef d'orchestre britannique (° 5 octobre 1875).
- 12 avril : Fédor Chaliapine, basse russe (° 13 février 1873).
- 2 mai : Claude Duboscq, compositeur et poète français (° 15 juillet 1897).
- 8 mai : Samouïl Maïkapar, compositeur russe (° 18 décembre 1867).
- 10 mai : Hope Temple, compositrice irlandaise (° 27 décembre 1859).
- 17 mai : Nora Clench, violiniste canadienne (° 6 mai 1867).
- 20 mai : Ernst Wendel, violoniste et chef d'orchestre allemand (° 26 mars 1876).
- 30 mai : Charles-Augustin Collin, organiste et compositeur français (° 16 avril 1865).
- 13 juin : Jean Delvoye, baryton belge (° 1861).
- 2 juillet : Oreste Ravanello, compositeur et organiste italien (° 25 août 1871).
- 4 juillet : Jean-Baptiste Dubois, violoncelliste, chef d'orchestre, compositeur et professeur de musique canadien (° 19 janvier 1870).
- 14 août : Landon Ronald, chef d'orchestre anglais, compositeur, pianiste, professeur de chant et administrateur (° 7 juin 1873).
- 4 septembre : Ladislas de Rohozinski, compositeur français (° 7 novembre 1886).
- 12 septembre : Mary Elizabeth Turner Salter, soprano et compositrice américaine (° 15 mars 1856).
- 25 septembre : Eugenie Schumann, écrivaine et pianiste et allemande (° 1er décembre 1851).
- 17 octobre : Aleksander Michałowski, pianiste, pédagogue et compositeur polonais (° 5 mai 1851 (17 mai 1851 dans le calendrier grégorien)).
- 27 octobre : Alma Gluck, soprano américaine (° 11 mai 1884).
- 14 novembre : Léon Delcroix, compositeur belge (° 15 septembre 1880).
- 16 novembre : Ernst Boehe, compositeur et chef d'orchestre allemand (° 27 décembre 1880).
- 21 novembre : Leopold Godowsky, pianiste et compositeur polonais et américain (° 13 février 1870).
- 6 décembre : Georges Baklanoff, baryton russe d'opéra (° 23 décembre 1880).
- 10 décembre : Mario Pilati, compositeur italien (° 2 juin 1903).
- 14 décembre : Maurice Emmanuel, compositeur français (° 2 mai 1862).
- 26 décembre : Irene von Chavanne, cantatrice alto autrichienne (° 18 avril 1868).